# Siebolds Buntbarsch
Siebolds Buntbarsch (Talamancaheros sieboldii, Syn.: Cichlasoma sieboldii) ist ein Süßwasserfisch aus der Familie der Buntbarsche, der im südlichen Mittelamerika in Flüssen vorkommt, die in den Pazifik münden. Das Verbreitungsgebiet reicht von Esparza in Costa Rica bis zum Río Sta María in Panama. 

## Merkmale
Siebolds Buntbarsch kann eine Länge von bis zu 25 cm erreichen. Sein Körper ist langgestreckt und seitlich abgeflacht, sein Kopf zum endständigen Maul hin spitz zulaufend. Jungfische sind olivgrau und zeigen auf den Körperseiten sieben bis acht senkrechte Streifen. Bei heranwachsenden Fischen verbreitern sich die Streifen in der Mitte und bilden eine Fleckenreihe vom Hinterrand des Kiemendeckels bis zum Schwanzstiel. Ausgewachsene Tiere sind schließlich einfarbig olivgrün. Ihre Schuppen haben rote Ränder, so dass sie ein feines rotes Netzmuster bilden. In der Fortpflanzungszeit sind die Tiere hell weißgrau und auf den Körperseiten wird die Fleckenreihe wieder sichtbar. Die Flecken sind dann teilweise miteinander verschmolzen. Auf dem Rücken zeigen sie mehr oder weniger deutlich ausgeprägte dunkle Binden, der Bauch ist weiß. Die Unterseite des Kopfes ist schwarz. Zwischen den Augen verlaufen zwei schwarze, dünne Striche.

## Lebensweise
Siebolds Buntbarsch lebt in den Unterläufen von Flüssen die in den Pazifik münden. Die ausgewachsenen Buntbarsche ernähren sich vor allem von Aufwuchs und Algen, Jungfische von aquatischen Insekten. Siebolds Buntbarsch ist ein Substratlaicher. Ein Gelege umfasst 200 bis 300 Eier.

## Systematik
Siebolds Buntbarsch wurde 1863 durch den österreichischen Zoologen Rudolf Kner als Heros sieboldii beschrieben und nach dem deutschen Zoologen Carl Theodor Ernst von Siebold benannt. Später wurde die Art unter anderem den Gattungen Cichlasoma, Paraneetroplus, Theraps und zuletzt aufgrund morphologischer Übereinstimmungen Tomocichla zugeordnet. 2016 wurde Siebolds Buntbarsch die Typusart der neu eingeführten Gattung Talamancaheros.